# Leucauge longipes
Leucauge longipes là một loài nhện trong họ Tetragnathidae.
Loài này thuộc chi Leucauge. Leucauge longipes được miêu tả năm 1903 bởi F. Octavius Pickard-Cambridge.